# 穆瓦维尔
穆瓦维尔（法語：Moisville，法語發音：[mwavil]）是法国厄尔省的一个市镇，属于埃夫勒区。

## 地理
穆瓦维尔（48°50'23"N, 1°9'53"E）面积6.99 平方千米，位于法国诺曼底大区厄尔省，该省份为法国北部内陆省份，北起滨海塞纳省，西接奧恩省和卡爾瓦多斯省，南至厄尔-卢瓦省，东临瓦兹省、瓦兹河谷省和伊夫林省。
与穆瓦维尔接壤的市镇（或旧市镇、城区）包括：沙维尼-巴约勒、库德尔、马西伊拉康帕涅、伊通河畔梅尼勒。

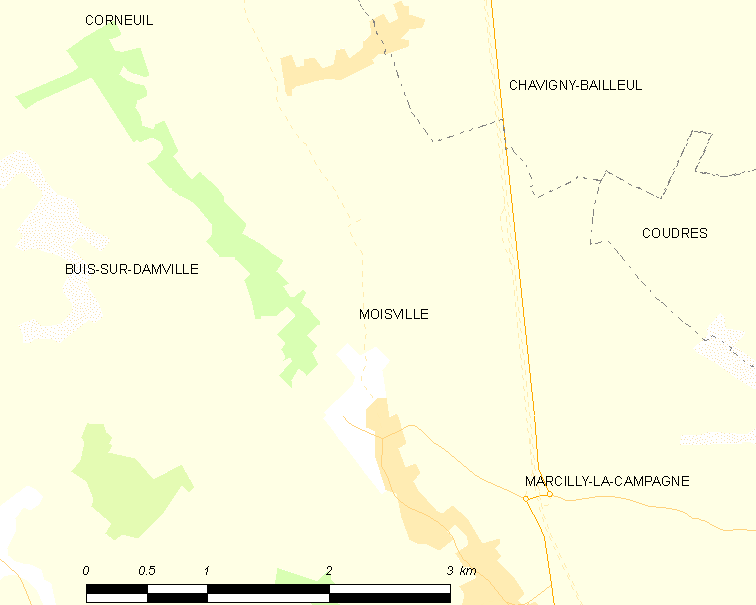
穆瓦维尔的OSM定位图

穆瓦维尔的时区为UTC+01:00、UTC+02:00（夏令时）。

## 行政
穆瓦维尔的邮政编码为27320，INSEE市镇编码为27411。

## 政治
穆瓦维尔所属的省级选区为阿夫尔河和伊通河畔韦尔讷伊县。

## 人口

1962-2008年间穆瓦维尔人口变化图示

穆瓦维尔于2022年1月1日时的人口数量为233人。